# Gończy lucerneński
Gończy lucerneński – rasa psów, należąca do grupy psów gończych i posokowców, zaklasyfikowana do sekcji psów gończych.

## Krótki rys historyczny
Rasa powstała w XVI wieku. Jest blisko spokrewniona z gończymi francuskimi.

## Użytkowość
Pies jest doskonałym tropicielem. Sprawdza się przy polowaniach na grubego zwierza. Złapanie świeżego tropu oznajmia wyraźnym szczekaniem.

## Charakter i temperament
Aktywny i przyjazny.

## Wygląd
Umaszczenie jest trójkolorowe z czarnymi dropiatymi znakami na białym tle, dzięki czemu pies wydaje się błękitny. Charakterystyczne są też czarne i palone znaczenia. Sierść krótka, gęsta i twarda.  Czaszka wąska. Nos czarny i duży. Uszy są długie, pofałdowane i zwisające. Również ogon zawsze jest w dole. Klatka piersiowa głęboka. Stopy zaokrąglone.